# 浮人形
浮人形は、
1. 壺の上に立てた人形を、壺の下に差し込んだ笛を吹くことで回して遊ぶ玩具。
2. 水に浮かべて遊ぶ玩具。以下を参照。

浮人形（うきにんぎょう）は、行水のときに子供が水に浮かべて遊ぶ玩具の総称。
金魚、あひる、人形、舟など様々な形のものがあり、素材はゴムや塩化ビニール、セルロイドなどが多く、かつてはブリキが使われていた。人形や船の底部に樟脳を塗ることで水面を動くようにしたものもある（樟脳船）。
水鳥をかたどった中国の玩具が原型で、日本には江戸時代に伝わり夏の遊びとして親しまれるようになった。
夏の季語としても扱われる。なお歳時記では「浮人形」の傍題として「浮いてこい」も扱われているが、この「浮いてこい」は浮沈子と同じもので、ガラス製の筒に水と人形を入れてゴム膜で密閉し、ゴムを押すとパスカルの原理によって人形が水の中を浮き沈みする玩具のことを言う。理学博士の坪井正五郎が考案したとも言われ、明治末期に東京三越で売り出され流行したようである。